# Casa J.F. Coris
La Casa J.F. Coris de Llagostera és un edifici urbà unifamiliar de planta rectangular inclosa en l'Inventari del Patrimoni Arquitectònic de Catalunya. Té una estructura de murs portants i estances al voltant de l'escala. La façana presenta composició simètrica i es destaquen els elements decoratius de les obertures, amb imitació de carreus encoixinats i guardapols amb acroteris de capcer i cantoneres. També destaca un fris amb una cornisa volada amb mènsules i balustrada. És interessant el cancell d'entrada amb porta de fusta i reixa de ferro forjat d'inspiració modernista. Edifici eclecticista, està situat al número 10 del carrer de la Glorieta.